# Xinca jezik
Xinca jezik (ISO 639-3: xin; szinca), izumrli neklasificirani indijanski jezik kojim su govorili pripadnici indijanskog naroda Xinca na jugoistoku Gvatemale. Navodi se da je možda srodan jeziku lenca [len].
Pripadnici etničke grupe danas se služe španjolskim [spa] jezikom.

## Vanjske poveznice
- Ethnologue (14th)
- Ethnologue (15th)